# Инглак Чинават
Инглак Чинават (на тайски: ยิ่งลักษณ์ ชินวัตร [jîŋ.lák.t̠͡ɕʰin.ná.wát]), срещано на български също като Инглук Шинаватра, e тайландска политичка.
Тя е министър-председател на Тайланд от 5 август 2011 до 7 май 2014 година, както и министър на отбраната.
Родена е в ампхе (район) Сан-Кампхенг, провинция Чианг Май, Северозападен Тайланд в семейството (с 9 деца) на депутат в парламента. Нейният брат Таксин Чинават е бизнес магнат, основател на най-успешния тайландски телефонен оператор Advanced Info Service и министър-председател на Тайланд от 2001 до 2006 година, когато е свален от военен преврат и заминава в изгнание.
Преди министерските постове се занимава с бизнес. Членка на партията За таи, тя е избрана за министър-председател след изборите в Тайланд през 2011 година. Става първата жена министър-председател на Тайланд, както и най-младия премиер в страната за последните 60 години.